# Totosan
Totosan is een bestuurslaag in het regentschap Sumenep van de provincie Oost-Java, Indonesië. Totosan telt 2252 inwoners (volkstelling 2010).